# Curculionichthys
Curculionichthys – rodzaj słodkowodnych ryb sumokształtnych z rodziny zbrojnikowatych (Loricariidae).

## Zasięg występowania
Brazylia.

## Klasyfikacja
Gatunki zaliczane do tego rodzaju:
- Curculionichthys coxipone
- Curculionichthys insperatus
- Curculionichthys itaim
- Curculionichthys karipuna
- Curculionichthys luteofrenatus
- Curculionichthys oliveirai
- Curculionichthys paresi
- Curculionichthys piracanjuba
- Curculionichthys sabaji
- Curculionichthys sagarana
- Curculionichthys tukana

Gatunkiem typowym jest Hisonotus insperatus (=C. insperatus).